# Markus Hoppe (sportovní lezec)
Markus Hoppe (* 29. července 1978) je německý sportovní lezec a bývalý reprezentant, mistr Německa v lezení na obtížnost a stříbrný medailista ze Zimních armádních světových her.

## Závodní výsledky
| Zimní armádní světové hry | Zimní armádní světové hry |
| Rok                       | 2013                      |
| ------------------------- | ------------------------- |
| Obtížnost                 | 2                         |

| Mistrovství Německa | Mistrovství Německa | Mistrovství Německa | Mistrovství Německa | Mistrovství Německa |
| Rok                 | 2002                | 2007                | 2009                | 2010                |
| ------------------- | ------------------- | ------------------- | ------------------- | ------------------- |
| Obtížnost           | 2                   | 3                   | 1                   | 1                   |